# Thyreophora cynophila
Thyreophora cynophila hay còn gọi là ruồi ăn xác chết, ruồi huyền thoại là một loài ruồi trong chi Thyreophora, đây là chi đơn loài, chỉ bao gồm chính loài ruồi ăn xác chết này. Nó thuộc dạng động vật ăn xác thối. Loài ruồi này được tái phát hiện năm 2009, trước đó cho là đã tuyệt chủng 160 năm.

## Mô tả
Thyreophora cynophila được mô tả bởi Georg Wolfgang Franz Panzer năm 1794, dưới tên Musca cynophila. Chúng dài 10 milimét (0,39 in), đầu có màu vàng tươi, trong khi cơ thể và chân có màu xám kim loại; cách có các đốm đen. Năm 1803, Johann Wilhelm Meigen chuyển chúng sang chi mới, Thyreophora (tên Thyreophora cũng được dùng cho một phân bộ khủng long). Các báo cáo mở rộng phân bố địa lý của nó tới Pháp và Úc, vài báo cáo cho rằng loài ruồi này có đầu phát quan.

## Chế độ ăn
Món ăn ưa thích của chúng là những xác chết của con người và động vật. Với bộ phận cảm biến mùi nhanh nhạy, ruồi có thể phát hiện ra được con mồi ngay cả khi được chôn vùi dưới tuyết. Thông thường, chúng sẽ bay tới đẻ trứng ở trên thi thể và chờ cho ấu trùng phát triển. Những ấu trùng này sẽ nhanh chóng nhân bản và lớn mạnh, cư trú nhiều ở phần bụng của cái xác. Trong giám định pháp y, việc tìm thấy dịch tiết và dấu vết của sinh vật này trên thi thể sẽ có ý nghĩa quan trọng giúp họ lập thời gian biểu xác định thời điểm nạn nhân tử vong.